# PDTV
PDTV (ang. Pure Digital Television, „czysto cyfrowa telewizja”) – standard używany mniej więcej od 2001 roku, przede wszystkim w środowiskach warezowych, jako opis plików wymienianych w sieci. Oznacza że plik (film, serial itp.) został zgrany z telewizji cyfrowej. Jakość można porównać z HDTV, jednak rozdzielczość jest mniejsza. Format bliźniaczy do DSRip.